# 少額投資免稅制度
少額投資免稅制度（日语：少額投資非課税制度），通稱「NISA」（來自英語稱呼的縮寫），為2003年（平成15年）1月起，日本參考英國稅務，對於境內民眾開立個人儲蓄帳戶投資理財商品可以享有免稅制度所制定的投資理財商品，投資獲得利益額度內可以免於扣繳預扣所得稅（源泉徴収）的稅賦制度。

## 按交易方式區分的少額投資免稅制度類別
少額投資免稅制度按交易方式可分為一般少額投資免稅制度（一般NISA）、新式少額投資免稅制度（新しいNISA）、定期定額少額投資免稅制度（つみたてNISA）、青少年少額投資免稅制度（ジュニアNISA）。
- 一般少額投資免稅制度，於金融機構開立帳戶進行證券、信託共同基金等金融商品買賣，利益所得於特定額度內可以免於扣繳。
- 新式少額投資免稅制度，2024年（令和六年）設定分類，目的為取代一般少額投資免稅制度優惠件，差異於免稅期間為終身、免於扣繳預扣所得稅額度上修，可與定期定額少額投資免稅制度帳戶共存。
- 定期定額少額投資免稅制度，2018年（平成30年）設定分類。
- 青少年少額投資免稅制度，2016年（平成28年）設定分類。

## 關聯條目
- iDeCo
- 個人儲蓄帳戶
- 免稅儲蓄賬戶
- 預扣所得稅
- 臺灣個人投資儲蓄帳戶制度